# Jezioro Togo
Togo – największe jezioro Togo o powierzchni 64 km², będące dawną zatoką Oceanu Atlantyckiego odciętą mierzeją o szerokości do 1 km. Położone jest między Lome a Aného.
Jezioro jest wykorzystywane przez rybaków do połowów karpia, soli zwyczajnej czy skarpi, służy także do pływania i żeglugi. Na jego brzegu leży święty las religii animistycznych, odwiedzony przez Jana Pawła II w 1985. Również nad jego brzegiem 5 lipca 1884 podpisano traktat o ustanowieniu Togolandu niemieckim protektoratem pomiędzy lokalnym przywódcą a Gustawem Nachtigalem.